# César Augusto Hermenegildo
César Augusto Hermenegildo, auch einfach nur César oder César Augusto (* 13. März 1986 in Monte Azul Paulista) ist ein ehemaliger brasilianischer Fußballspieler.

## Karriere
César Augusto Hermenegildo erlernte das Fußballspielen in der Jugendmannschaft vom Botafogo FC im brasilianischen Ribeirão Preto im Bundesstaat São Paulo. Seine Profikarriere begann bei Atlético Mineiro. Über die brasilianischen Stationen Clube de Regatas Brasil, Red Bull Brasil, Tupi FC, Fluminense FC und Atlético Monte Azul wechselte er 2012 nach Myanmar. Hier unterschrieb er einen Vertrag bei Yangon United. Der Verein aus Rangun spielte in der höchsten Liga des Landes, der Myanmar National League. 2013 und 2015 wurde er mit dem Verein Meister des Landes, 2014 wurde er Vizemeister. 2013, 2014 und 2015 wurde er Torschützenkönig der Liga. 2016 ging er nach Europa. Hier unterschrieb er in Bosnien und Herzegowina einen Vertrag beim FK Sarajevo. Mit dem Verein aus Sarajevo spielte er in der ersten Liga, der Premijer Liga. Für Sarajevo kam er dreimal in der ersten Liga zum Einsatz. Mitte 2016 wurde sein Vertrag nicht verlängert. Bis Mai 2017 war er vertrags- und vereinslos. Am 11. Mai 2017 unterschrieb er wieder einen Vertrag bei seinem ehemaligen Verein Yangon United. Bis Ende 2017 spielte er für Yangon in der ersten Liga. Am 1. Januar 2018 beendete er seine Karriere als Fußballspieler.

## Erfolge
Yangon United
- Myanmarischer Meister: 2013, 2015
- Myanmarischer Vizemeister: 2014, 2017

## Auszeichnungen
Myanmar National League
- Torschützenkönig: 2013, 2014, 2015
- Spieler des Jahres: 2013